# Ованнес
Ованнес (годы рож. и см. неизв.) — армянский князь Хачена. Старший сын и преемник князя Сахлa Смбатяна. В 838 году передал арабам Бабека, захваченного его отцом Сахлом. Сохранилась надпись с его именем с датировкой 853 года. Ованнес с братом Атрнерсехом были отправлены в ссылку в Самарру с обвинением в антиарабском восстании. Из ссылки вернулся только Атрнерсех, который и унаследовал власть. В некоторых источниках прямым преемником Сахла Смбатяна называется его младший сын Атрнерсех.